# Симон Шедин
Симон Олов Шедин (швед. Simon Olov Sjödin; Стокхолм, 4. октобар 1986) шведски је пливач чија специјалност су трке мешовитим и делфин стилом. Вишеструки је национални првак и двоструки учесник Олимпијских игара. 

## Спортска каријера
Први запаженији успех у каријери Шедин је постигао на првенству Шведске 2005. када је освојио титулу националног првака на 200 метара делфин стилом. На међународној сцени је дебитовао 2008. на европском првенству у Холандији где је успео да се пласира у финале трке на 200 делфин (заузео осмо место). Нешто касније исте године по први пут је наступио и на Олимпијским играма, а у Пекингу 2008. се такмичио у две дисциплине — на 200 делфин је заузео 26. место, док је као члан штафете 4×100 мешовито био једанаести. 
Учестовао је на светским првенствима у Шангају 2011, Барселони 2013, Казању 2015. и Квангџуу 2019. године. Учествовао је и на ЛОИ 2016. у Рију.